# Seid Lizde
Seid Lizde (Catania, 8 de julio de 1995) es un ciclista italiano nacionalizado bosnio.

## Palmarés
2017
- Gran Premio della Liberazione

2018
- 1 etapa del Tour de China II[2]